# Zita Kabátová

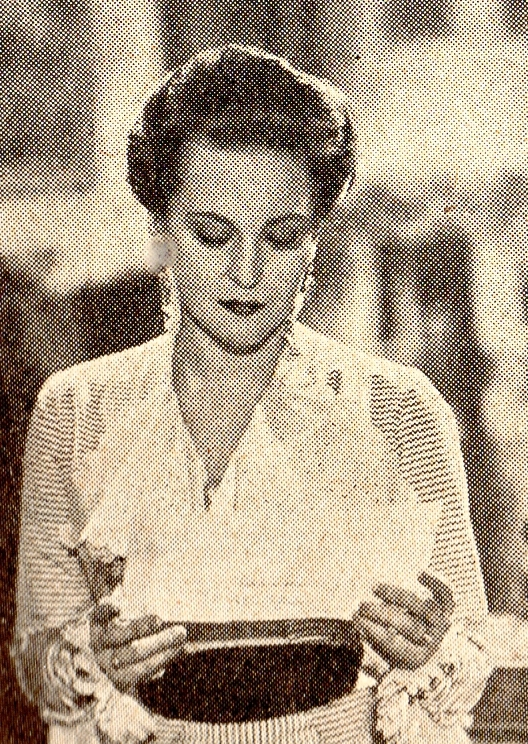
Zita Kabátová

Zita Kabátová (eigentlich Zita Zavřelová; * 27. April 1913 in Prag; † 27. Mai 2012 ebenda) war eine tschechoslowakische und tschechische Schauspielerin.

## Leben
Kabátová debütierte 1936 in Světlo jeho očí. Während der Jahre des Reichsprotektorates Böhmen und Mähren trat sie in zwei 1944 in deutscher Sprache gedrehten Spielfilmen unter dem Pseudonym Maria von Buchlow auf: Glück unterwegs und Schicksal am Strom.
Nach dem Zweiten Weltkrieg wurde ihr deswegen eine Auszeit verordnet. Während dieser Zeit arbeitete sie als Direktorin eines Kinos. Erst 1969 wirkte sie wieder als Schauspielerin, zunächst in einem Wandertheater, das durch Kleinstädte und Dörfer zog.
Kabátová war zweimal verheiratet. Die erste Ehe mit Ludvík Král endete in einer Scheidung, weil ihr Ehemann berufsbedingt lange Aufenthalte in Indien und im Vereinigten Königreich absolvieren musste und sie kein Visum erhielt. Der Ruderer Jiří Zavřel, ihr zweiter Ehemann, starb im Exil in den Vereinigten Staaten, nachdem er 1968 emigriert war. Kabátová wurde Mutter eines Sohnes (* 1957).
Zu ihren bekanntesten Filmen gehören Provdám svou ženu mit Vlasta Burian und Přednosta stanice mit Jaroslav Marvan (beide 1941 gedreht) und die 1978 entstandene Komödie Kulový blesk. Eine ihrer letzten Filmrollen hatte Kabátová 2003 in Zelary.

## Filmografie (Auswahl)
- 1944: Glück unterwegs
- 1944: Schicksal am Strom
- 1969: Ein Star (Hvezda)
- 1971: Am Anfang des Weges (Svet otevrený náhodám)
- 1973: Aktion Bororo (Akce Bororo)
- 1979: Aktion Kugelblitz (Kulový blesk)
- 1981: Ein Klecks ins Märchen (Kanka do pohádky)
- 1988: Wie Poeten das Leben genießen (Jak básníkum chutná zivot)
- 2001: Frühling im Herbst (Babí léto)
- 2003: Zelary